# 東下津井駅
東下津井駅（ひがししもついえき）は、かつて岡山県倉敷市下津井吹上一丁目に存在した下津井電鉄下津井電鉄線の駅（廃駅）である。

## 概要
琴海駅 - 東下津井駅の区間は鷲羽山の北西中腹を走行しており、当駅は山の切通しに設置されていた。
モータリゼーションの進行による乗客の減少、および瀬戸大橋線により下津井電鉄のバス部門の主力路線である岡山 - 児島の乗客が減少し、鉄道線の赤字補填が困難となったため、1991年（平成3年）1月1日に下津井電鉄線と共に廃止された。
倉敷市立下津井中学校の最寄り駅であった。

## 歴史
- 1912年（明治45年）2月9日：工事施工認可。仮駅名は吹上であった[1]。
- 1913年（大正2年）11月4日：停車場名称変更届で扇谷と変更される[1]。
- 1914年（大正3年）3月15日：味野町（後の児島駅） - 下津井間が開業。下津井東駅として開業する[1]。
  - 当時の所在地表示は岡山県児島郡下津井町大字吹上であった[2][3]。
- 1928年（昭和3年）2月6日届出：行き違い可能駅となり、対向ホームと場内信号機を設置[1]。
- 1941年（昭和16年）2月10日届出：駅舎改築[1]。
- 1948年（昭和23年）4月1日：児島市成立に伴い、所在地表示が岡山県児島市吹上となる[2]。
- 1956年（昭和31年）3月26日：東下津井駅に改称する[1]。
- 1967年（昭和42年）2月1日：倉敷市（第2次）成立に伴い、所在地表示が岡山県倉敷市下津井吹上となる[2]。
- 1969年度 - 行き違いを廃止[1]。
- 1972年（昭和47年）4月1日：茶屋町 - 児島間廃止。駅員無人化[1]。
- 1972年（昭和47年）10月1日：交換設備を撤去[3]。
- 1973年（昭和48年）：住居表示の実施により、所在地表示が現行のものになる[2][4]。
- 1991年（平成3年）1月1日：児島 - 下津井間が廃止。同時に東下津井駅も廃止される。

## 駅構造

### 1969年度以前
相対式ホーム2面2線を持つ地上駅。下りホーム側に駅本屋を有していた。
| のりば | 路線         | 方向 | 行先             |
| ------ | ------------ | ---- | ---------------- |
| 1      | 下津井電鉄線 | 下り | 下津井方面       |
| 2      | 下津井電鉄線 | 上り | 児島・茶屋町方面 |

### 1970年度以降
単式ホーム1面1線となり、旧1番のりばのみを使用していた。

## 廃止後
- 廃止区間（児島駅 - 下津井駅）は、歩行者と自転車専用道「風の道」として整備されている。
- 木造の駅舎が存在したが廃止時に解体撤去され、プラットホーム（2面）の跡のみ現存する[5]。
- プラットホーム跡には、駅跡を記す駅名標をかたどった碑がある。

## ギャラリー

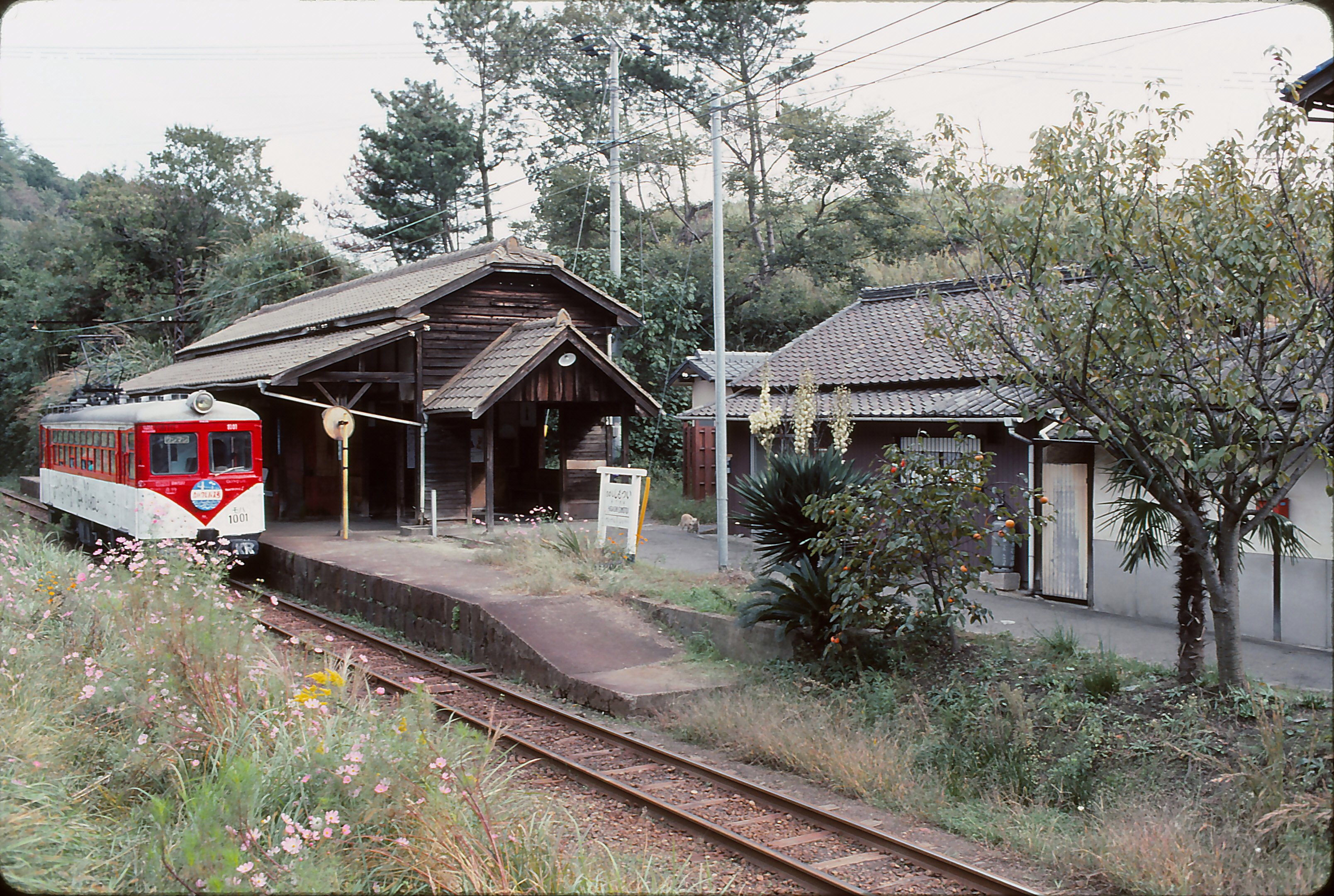
東下津井駅に停車中の赤いクレパス号（1990年）
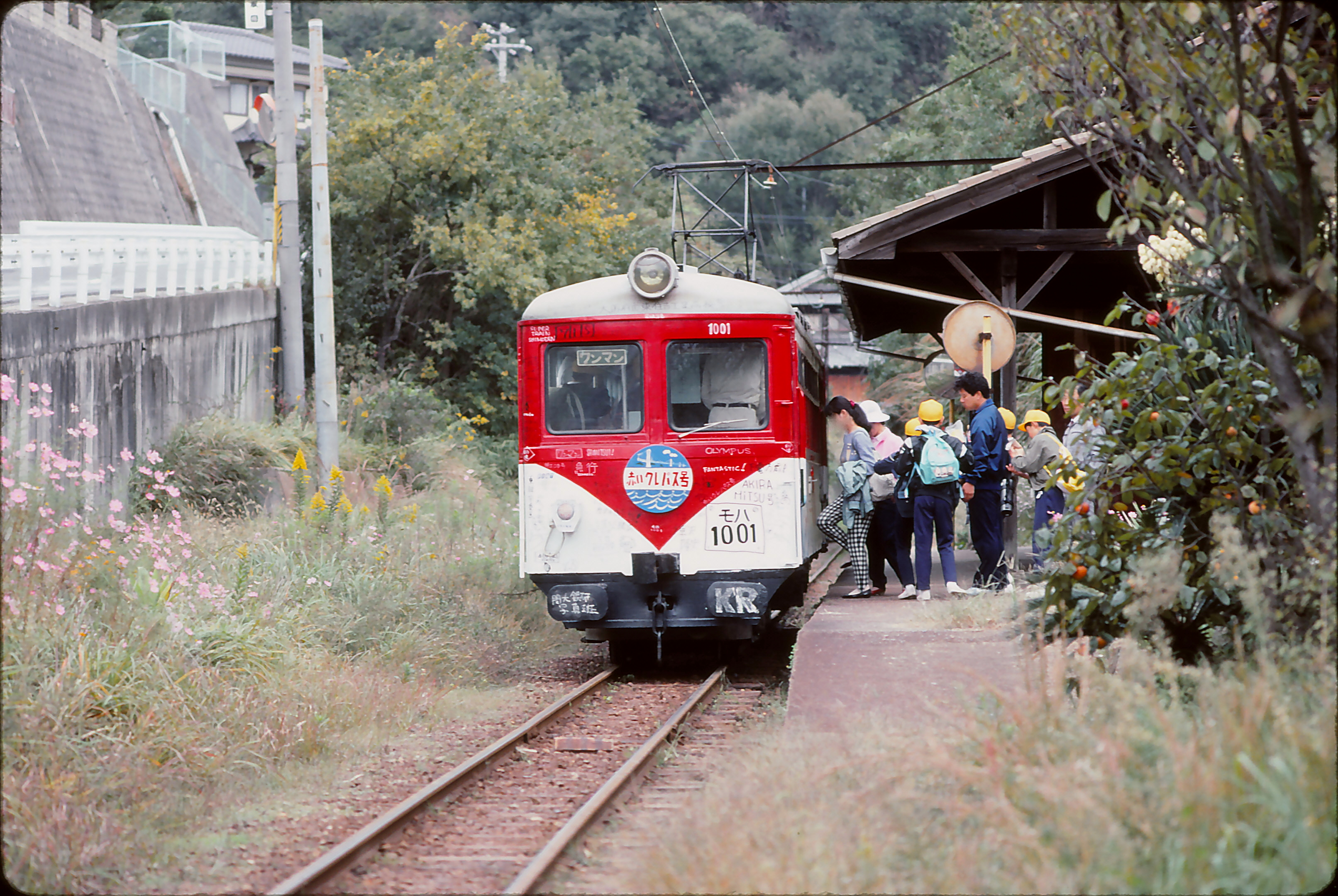
赤いクレパス号に乗車する遠足の小学生（1990年）
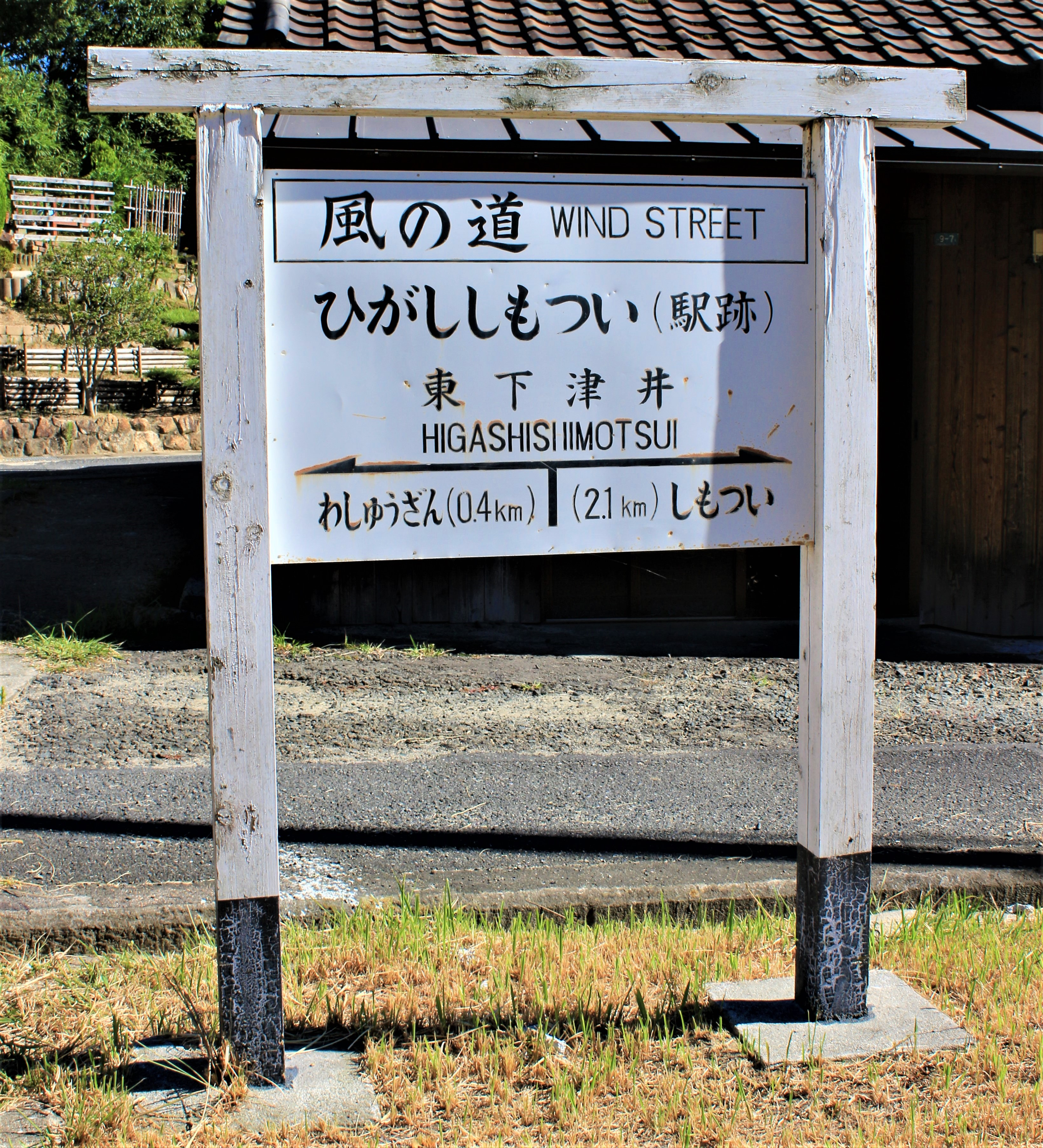
東下津井駅跡（2021年）
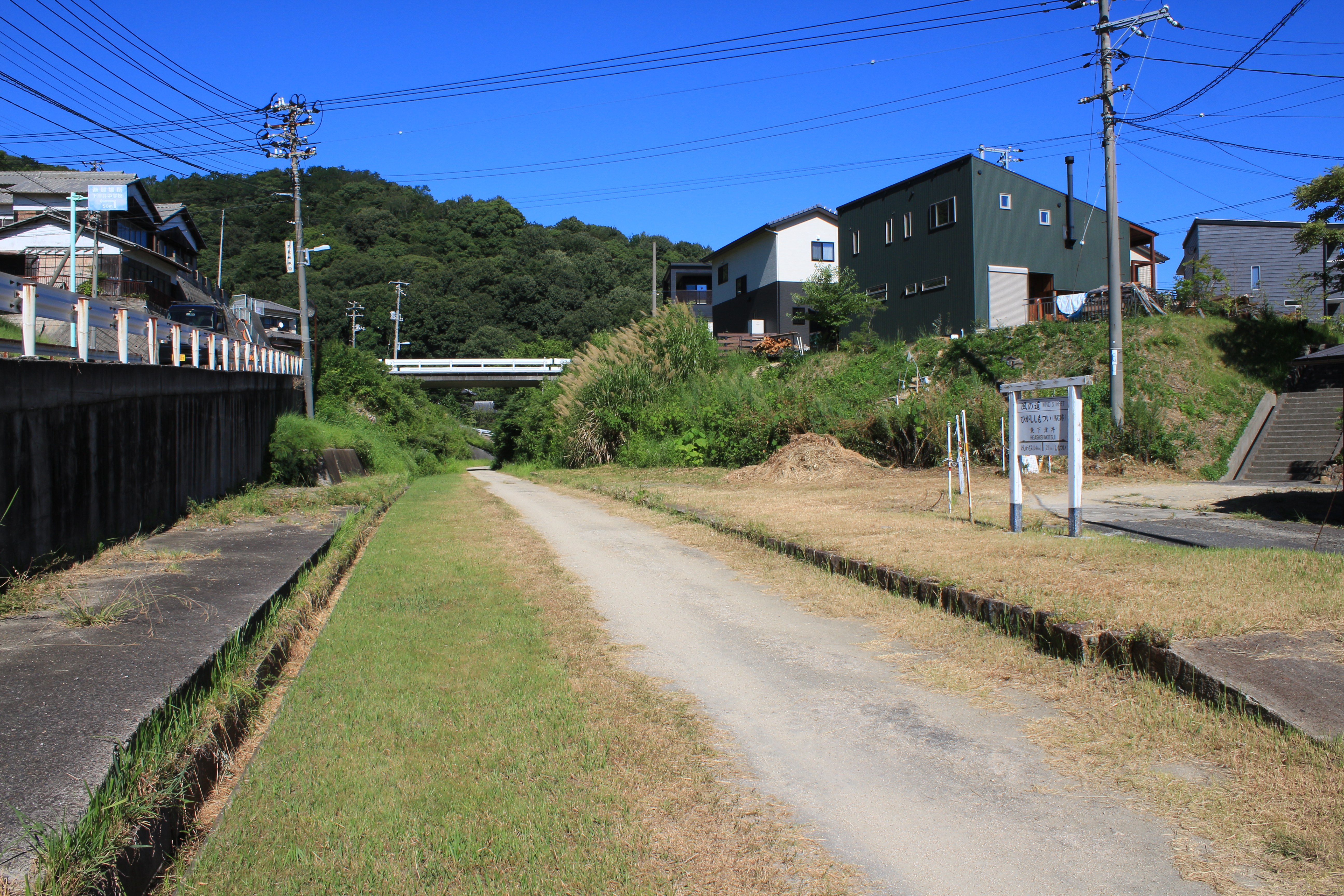
茶屋町方面（2021年）
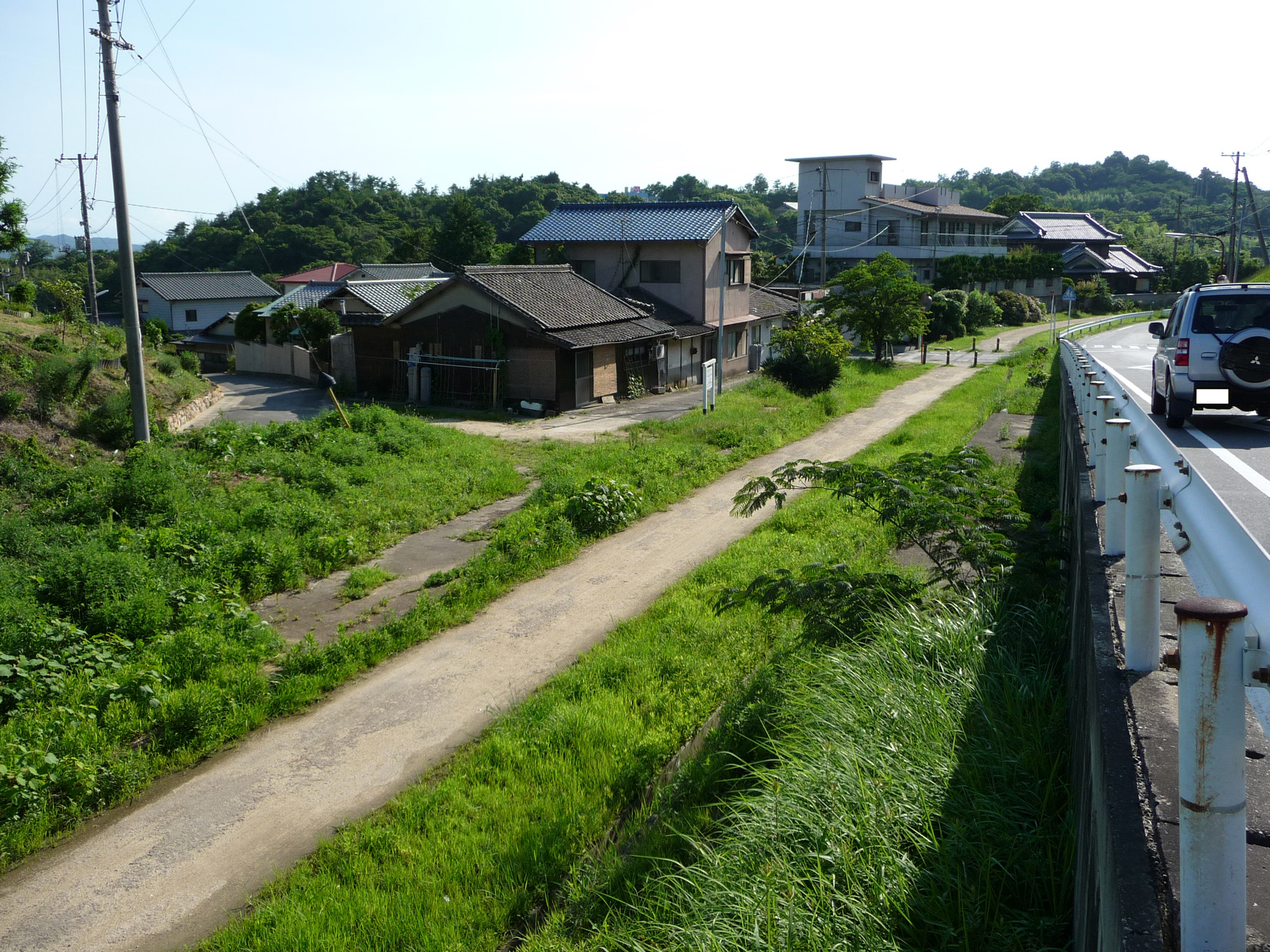
下津井方面（2010年）

## 隣の駅
下津井電鉄
下津井電鉄線
下津井駅 - 東下津井駅 - 鷲羽山駅